# 2012년 선댄스 영화제
제28회 선댄스 영화제는 2012년 1월 19일에 열린 시상식이다.

## 수상 및 후보

### 심사위원대상(미국 드라마)
- 비스트 - 벤 제틀린 수상

### 심사위원대상(미국 다큐멘터리)
- 더 하우스 아이 리브 인 - 유진 자렉키 수상

### 심사위원대상(월드시네마 드라마틱)
- 천국에 간 비올레타 - 안드레스 우드 수상

### 심사위원대상(월드시네마 다큐멘터리)
- 팔레스타인 점령의 적법성에 대한 보고서 - 라난 알렉산드로비치 수상

### 관객상(미국 드라마)
- 세션: 이 남자가 사랑하는 법 - 벤 르윈 수상

### 관객상(미국 다큐멘터리)
- 또 다른 전쟁 - 커비 딕 수상

### 관객상(월드시네마 드라마틱)
- 성자의 계곡 - 무사 시드 수상

### 관객상(월드시네마 다큐멘터리)
- 서칭 포 슈가맨 - 말릭 벤젤룰 수상

### 관객상(베스트 오브 넥스트)
- 슬립워크 위드 미 - 마이크 버비글리아 수상

### 감독상(미국 드라마)
- 미들 오브 노웨어 - 에바 두버네이 수상

### 감독상(미국 다큐멘터리)
- 더 퀸스 오브 베르사유 - 로린 그린필드 수상

### 감독상(월드시네마 드라마)
- 테디 베어 - 매즈 매티슨 수상

### 감독상(월드시네마 다큐멘터리)
- 다섯 대의 부서진 카메라 - 애머드 버넷 외 1명 수상

### 각본상(미국 드라마)
- 안전은 보장할 수 없음 - 콜린 트레보로우 수상

### 각본상(월드시네마)
- 영 앤 와일드 - 마리알리 리바스 수상

### 편집상(미국 다큐멘터리)
- 디트로피아 - 헤이디 에윙 외 1명 수상

### 편집상(월드시네마 다큐멘터리)
- 인디 게임 - 리잔 파조 수상

### 촬영상(미국 드라마)
- 비스트 - 벤 제틀린 수상

### 촬영상(미국 다큐멘터리)
- 빙하를 따라서 - 제프 올롭스키 수상

### 촬영상(월드시네마 드라마틱)
- 마이 브라더 더 데빌 - 셀리 엘 호세이니 수상

### 촬영상(월드시네마 다큐멘터리)
- 푸틴의 키스 - 라이즈 버크 패더슨 수상

### 심사위원특별상(미국 드라마)
- 스매쉬드 - 제임스 폰솔트 수상
- 노바디 웍스 - 라이 루소 영 수상
- 세션: 이 남자가 사랑하는 법 - 벤 르윈 수상

### 심사위원특별상(미국 다큐멘터리)
- 로빈슨 주교의 두 가지 사랑 - 맥키 알스톤 수상
- 아이 웨이웨이는 미안해 하지 않는다 - 앨리슨 클레이만 수상

### 심사위원특별상(월드시네마 드라마틱)
- 내사랑 잔 - 라짓 셀리케져 수상

### 심사위원특별상(월드시네마 다큐멘터리)
- 서칭 포 슈가맨 - 말릭 벤젤룰 수상

### 미국 드라마틱 경쟁
- 비스트 - 벤 제틀린
- 더 코메디 - 릭 알버슨
- 디 엔드 오브 러브 - 마크 웨버
- 필리 브라운 - 유세프 드라라 외 1명
- 더 퍼스트 타임 - 존 캐스단
- 포 엘렌 - 김소영
- 헬로 아이 머스트 비 고잉 - 토드 루이소
- 킵 더 라이츠 온 - 아이라 잭스
- 러브 - 쉘돈 캔디스 외 1명
- 미들 오브 노웨어 - 에바 두버네이
- 노바디 워크 - 라이 루소 영
- 세이프티 낫 게런티드 - 콜린 트레보로우
- 세이브 더 데이트 - 마이클 모한
- 사이먼 킬러 - 안토니오 캠포스
- 스매쉬드 - 제임스 폰솔트
- 세션: 이 남자가 사랑하는 법 - 벤 르윈

### 미국 다큐멘터리 경쟁
- 아이 웨이웨이는 미안해 하지 않는다 - 앨리슨 클레이만
- 디 아토믹 스테이트 오브 아메리카 - 돈 아고트
- 체이싱 아이스 - 제프 올롭스키
- 디트로피아 - 헤이디 에윙 외 1명
- 이스케이프 파이어: 더 파이트 투 레스큐 아메리칸 헬스케어 - 매튜 하이네만
- 파인딩 노스 - 크리스티 제이콥슨 외 1명
- 더 하우스 아이 리브 인 - 유진 자렉키
- 하우 투 서바이브 어 플레이그 - 데이비드 프랑스
- 디 인비저블 워 - 커비 딕
- 마리나 아브라모빅: 디 아티스트 이즈 프레젠트 - 매튜 애커스
- 미 엣 더 주 - 크리스 마우카벨 외 1명
- 디 아더 드림 팀 - 마리우스 A. 마케비셔스
- 더 퀸스 오브 베르사유 - 로린 그린필드
- 슬레이버리 바이 어나더 네임 - 사무엘 D.폴라드
- 러브 프리 오어 다이 - 맥키 알스톤
- 위 아 낫 브로크 - 카린 헤이스 외 1명

### 월드시네마 드라마틱 경쟁
- 4 Suns - Bohdan Slama
- 어바웃 더 핑크 스카이 - 고바야시 게이이치
- 캔 - 라짓 셀리케져
- 파더스 체어 - 루치아노 모우라
- 엘 - 바비스 마크리디스
- The Last Elvis - Armando Bo
- 마드리드 1987 - 데이빗 트루에바
- 마이 브라더 더 데빌 - 셀리 엘 호세이니
- 테디 배어 - 매즈 매티슨
- 벨리 오브 세인츠 - 무사 시드
- 비올레타 웬트 투 헤븐 - 안드레스 우드
- 위시 유 워 히어 - 키에란 다시-스미스
- 롱 - 쿠엔틴 듀피욱스
- 영 앤 와일드 - 마리알리 리바스

### 월드시네마 다큐멘터리 경쟁
- ½ 레볼루션 - 오마르 샤르가위 외 1명
- 5 브로큰 카메라 - 애머드 버넷 외 1명
- 디 앰바서더 - 매즈 브루거
- 빅 보이스 곤 바나나스!* - 프레드릭 게르튼
- 차이나 헤비웨이트 - 창 융
- 집시 데비 - 레이첼 레아 존스
- 디 임포스터 - 바트 레이튼
- 인디 게임: 더 무비 - 리잔 파조
- 더 로우 인 디즈 파츠 - 라난 알렉산드로비치
- 페이백 - 제니퍼 베이치월
- 푸틴스 키스 - 라이즈 버크 패더슨
- 서칭 포 슈가맨 - 말릭 벤젤룰

### 단편영화 부문
- 92 스카이박스 알론소 모어닝 루키 카드 - 토드 스킬라
- 디 암 - 브리 라슨 외 2명
- The Black Balloon - Benny Safdie 외 1명
- 돌 (퍼스트 버스데이) - 앤드류 안
- Famous Person Talent Agency: Pearls of Asia - Ivan Hurzeler
- 피싱 위드아웃 네트 - 커터 호디언
- 더 포트 - 앤드류 렌지
- 포플레이:탐파 - 카일 헨리
- 헬리온 - 캣 캔들러
- 헨리 - 크레이그 맥닐
- 엘 트레인 - 안나 머소
- 라이브 앤 프리키 타임스 오브 엉클 루크 - 질리안 마이어
- 오케이 브레스 오로라리 - 브룩 스와니
- 롤링 온 더 플로어 래핑 - 러셀 하바우
- Song of the Spindle - Drew Christie
- 스푼풀 - 제니 라막크
- 더 씽 - 리즈 언스트
- 우나 호라 포 페보라 - 질 솔로웨이
- 아쿠아데트 - 드리아 쿠퍼 외 1명
- 더 데뷰턴트 헌터스 - 마리아 화이트
- 패밀리 나이트메어 - 더스틴 가이 디파
- 더 미닝 오브 로봇 - 맷 렌스키
- 더 모먼트:원 맨 조인스 언 업라이징 - 그레그 헤밀턴 외 1명
- 오디세우스 겜비트 - 알렉스 로라
- Pluto Declaration - Travis Wilkerson
- 더 쓰나미 앤드 더 체리 블라섬 - 루시 워커
- 38-39° C - 김강민
- Avocados - Kataneh Vahdani
- 닥터 브렉퍼스트 - 스티븐 P.니어리
- 이츠 서치 어 뷰티풀 데이 - 돈 헤르츠펠트
- 나이트 헌터 - 스테이시 스티어스
- 원스 잇 스타티드 잇 쿠드 낫 엔드 아더와이즈 - 켈리 시어스
- 바비에 블루스 - 에이디 커트너
- 베어 - 내쉬 에저튼
- Don’t Hug Me I’m Scared - Joseph Pelling 외 1명
- 프로즌 스토리스 - 그제고시 야로슈크
- Fungus - Charlotta Miller
- Girl - Fijona Jonuzi
- 더 히든 스마일 - 벤투라 듀랄
- 주쿠 - 키로 루쏘
- 원숭이들 겁주려 닭들 죽이기 - 얀스 아수르
- 라스 팔마스 - 요하네스 니홀름
- 라자로브 - 니에토
- 롱 디스턴스 인포메이션 - 더글러스 하트
- 막시 - 스티븐 어윈
- Playtime - Lucas Mireles
- 랜덤 스트레인저스 - 알렉시스 도스 산토스
- 더 리턴 - 블레타 제퀴리
- 서베일런트 - 얀 지루
- 투티스 웨딩 - 프레드 케세라
- 투멀트 - 죠니 배링턴
- 인투 더 미들 오브 노웨어
- 스틱 클라이밍 - 다니엘 짐머맨
- 663114 - 히라바야시 이사무
- 벨리 - 줄리아 포트
- 바비 예 - 로버트 모건
- 아침 산책 - 그랜트 오처드
- 로봇 오브 브릭스톤 - 킵웨 타바레스
- 슬로우 데릭 - 댄 오자리
- The Conquerors - Sarolta Szabo 외 1명
- 더 다이어톰 - 크리스 피터스
- Fragments of Dissolution - Travis Wilkerson
- Moving Stories - Nicolas Provost
- SEEKING THE MONKEY KING - Ken Jacobs

### 넥스트
- 컴플라이언스 - 크레이그 조벨
- 아임 낫 어 힙스터 - 데스틴 크리튼
- KID-THING - David Zellner
- 모스키타 이 마리 - 오로라 게레로
- 마이 베스트 데이 - 에린 그린웰
- 펴슈트 오브 로운리스 - 로렌스 트러스
- 슬립워크 위드 미 - 마이크 버비글리아
- 댓츠 왓 쉬 새드 - 캐리 프레스톤
- 트웬티 에잇 호텔 룸스 - 맷 로스

### 미드나잇
- 블랙 록 - 케이티 애설튼
- 익시젼 - 리처드 베이츠 주니어
- 그래버스 - 존 라이트
- 더 팩트 - 니콜라스 맥카시
- 셧 업 앤플레이 더 히트 - 딜리안 서던 외 1명
- 팀 앤 에릭스 빌리언 달러 무비 - 팀 헤이덱커
- V/H/S - 데이빗 브룩크너 외 5명

### 스팟라이트
- 코르포 첼레스테 - 알리체 로르와커
- 전쟁의 선언 - 발레리 돈젤리
- 엘레나 - 안드레이 즈비아긴체프
- 무슈 라잘 - 필리프 팔라도
- 디 오레터 - 토티 투시 타마세세
- 레이드 - 가렛 에반스
- 웨어 두 위 고 나우? - 나딘 라바키
- 폭풍의 언덕 - 안드리아 아놀드
- 유어 시스터즈 시스터 - 린 쉘튼

### 프리미어
- 2 데이즈 인 뉴욕 - 줄리 델피
- 아비트라지 - 니콜라스 제렉키
- 배철러레트 - 레슬리 헤드랜드
- 캘리포니아 솔로 - 마샬 레비
- 셀레스티 앤 제시 포에버 - 리 톨랜드 크리거
- 포 어 굿 타임, 콜... - 제이미 트래비스
- 염소들 - 크리스토퍼 닐
- 레이 더 페이버릿 - 스티븐 프리어스
- 리버럴 아츠 - 조쉬 래드너
- 프라이스 체크 - 마이클 워커
- 레드 후크 섬머 - 스파이크 리
- 레드 라이츠 - 로드리고 코르테스
- 로봇 앤 프랭크 - 제이크 슈레이어
- 쉐도우 댄서 - 제임스 마쉬
- 더 워즈 - 브라이언 크러그만 외 1명

### 다큐멘터리 프리미어
- 어바웃 페이스 - 티모시 그린필드-샌더스
- 본스 브리게이드:언 오토바이오그래피 - 스테이시 페랄타
- 더 디 워드:언더스탠딩 디슬렉시어 - 제임스 레드포드
- 에델 - 로리 케네디
- 어 피어스 그린 파이어 - 마크 키첼
- 섬씽 프롬 낫씽:디 아트 오브 랩 - 아이스 티
- Untitled Paul Simon Project - Joe Berlinger
- 웨스트 오브 멤피스 - 에이미 버그

### 뉴 프론티어
- 베스티에 - 드니 코테
- 언 오버심플리케이션 오브 허 뷰티 - 터렌스 낸시
- 더 퍼셉션 오브 무빙 타겟 - 웨스턴 커리슬 큐리
- 룸 237 - 로드니 에스쳐
- whiteonwhite:algorithmicnoir - Eve Sussman